# Joyce E. Zavortink
Joyce E. Zavortink (1930) es un botánico estadounidense que ha realizado seis identificaciones y clasificaciones de nuevas especies, las que publica en Wrightia.
- La abreviatura «Zavort.» se emplea para indicar a Joyce E. Zavortink como autoridad en la descripción y clasificación científica de los vegetales.[1]